# Empalme

Empalme é um município do estado de Sonora, no México.